# Idaea flavimorsa
Idaea flavimorsa är en fjärilsart som beskrevs av Paul Dognin 1911. Idaea flavimorsa ingår i släktet Idaea och familjen mätare. Inga underarter finns listade i Catalogue of Life.